# Anna Zielińska-Głębocka

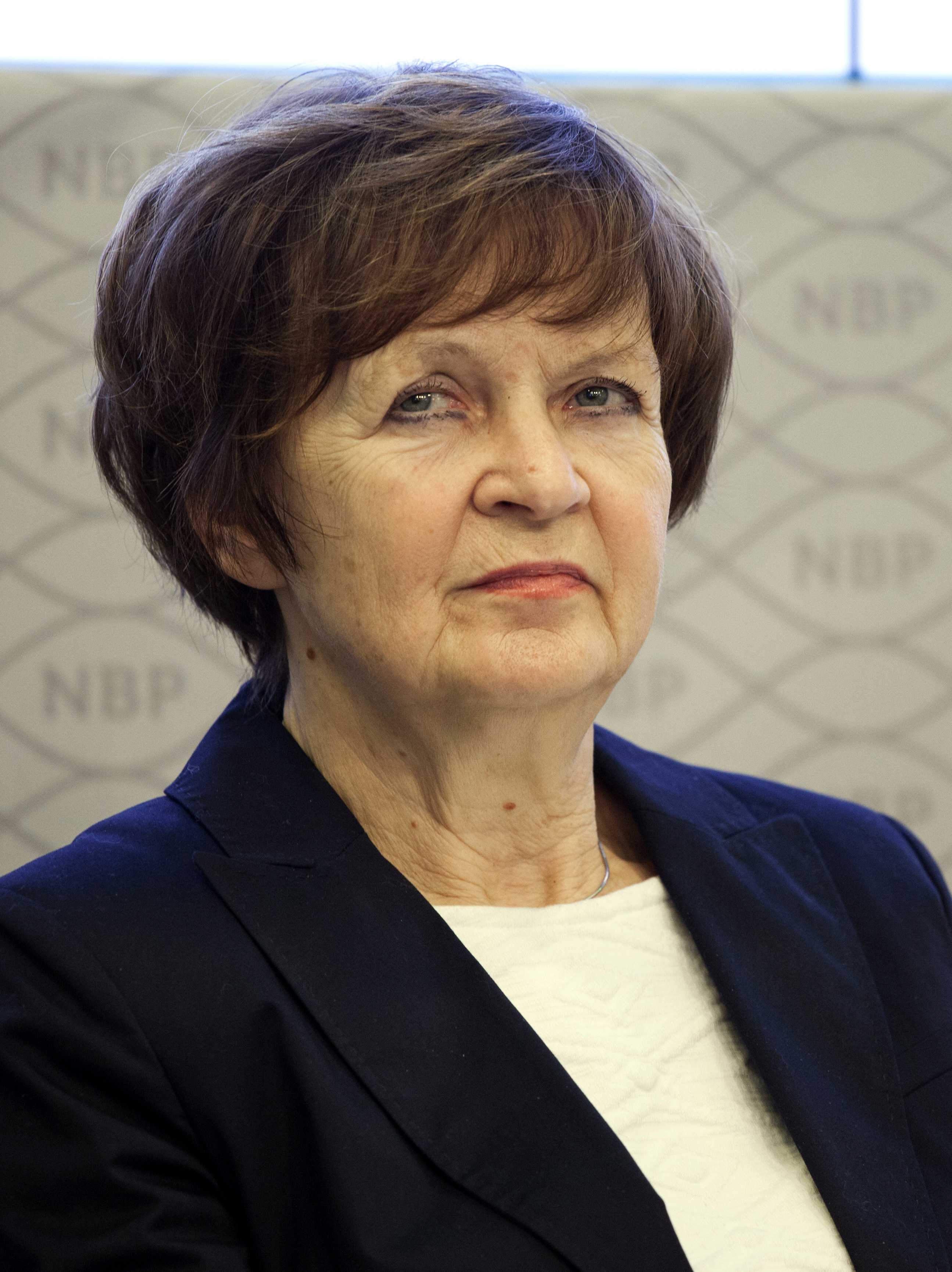
Anna Zielińska-Głębocka (2015)

Anna Maria Zielińska-Głębocka (* 29. September 1949 in Bydgoszcz) ist eine polnische Wirtschaftswissenschaftlerin und Politikerin. Sie gehörte in der V. und VI. Wahlperiode dem Sejm an.

## Werdegang
Zielińska-Głębocka studierte bis 1972 Wirtschaftswissenschaften an der Universität Danzig, an der Hochschule schloss sie 1976 ihre Promotion ab. Anschließend blieb sie als Forscherin an der Universität, an der sie 1998 zur ordentlichen Professorin berufen wurde.
Bei der Parlamentswahl in Polen 2005 wurde Zielińska-Głębocka für die Platforma Obywatelska als Abgeordnete in den Sejm gewählt. Bei den vorgezogenen Neuwahlen 2007 behielt sie ihren Sitz im polnischen Parlament. Am 9. Februar 2010 ernannte der Sejm sie zum Mitglied des geldpolitischen Rates, anschließend legte sie ihr Abgeordnetenmandat nieder. 2016 schied sie aus dem Gremium aus.
Zielińska-Głębocka ist Witwe des polnischen Politikers Robert Głębocki, unter anderem 1991 Minister in der Übergangsregierung von Jan Krzysztof Bielecki.